# 山田絵里奈
山田 絵里奈（やまだ えりな、1991年9月30日 - ）は、愛知県出身の女性ファッションモデル、女優。ディスカバリー・エンターテインメント所属。

## 略歴
2004年、ファッション雑誌「ニコラ」（新潮社）の第8回ニコラモデルオーディションで、グランプリを獲得し、同年11月号より専属モデルとして活動していた。
2006年、映画『I am 日本人』で女優デビューを果たす。

## 人物
- 好きな食べ物は、タコスライス。

## 出演

### 雑誌・カタログ
- ニコラ（新潮社、2004年11月号 - ）専属モデル
- ティーンズセシール（セシール）カタログ
- 阪急百貨店（阪急百貨店）カタログ

### 映画
- I am 日本人（2006年8月5日公開）松田のり子役